# Mälaren
Mälaren, zgodovinsko znano kot jezero Malar, je tretje največje sladkovodno jezero na Švedskem (za Vänernom in Vätternom). Njegova površina je 1140 km2, največja globina pa 64 m. Mälaren se razteza 120 km od vzhoda proti zahodu. Jezero se izliva od jugozahoda proti severovzhodu v Baltsko morje skozi svoja naravna iztoka Norrström in Söderström (ko teče okoli otoka Stadsholmen) ter skozi umetni kanal Södertälje in vodno pot Hammarbyleden. Najvzhodnejši zaliv Mälaren v osrednjem Stockholmu se imenuje Riddarfjärden. Jezero je v Svealandu in ga omejujejo regije Uppland, Södermanland in Västmanland. Največja otoka v Mälarnu sta Selaön (91 km2) in Svartsjölandet (79 km2). Mälaren je nizko ležeč in večinoma relativno plitek.
Ker je Mälaren precej ozko in plitvejše jezero, ima mostove med Eskilstuno in Västeråsom, dva prehoda na zahodnem koncu pri Kvicksundu in tri ločene mostove med Strängnäsom in Enköpingom v osrednjem delu jezera. Na vzhodnem koncu je celotna občina Ekerö na otokih znotraj Mälarena. To urbano območje ima tudi mostno povezavo s celino v Stockholmu, skupaj z mostovi med različnimi otoki v občini.
Naselbini iz vikinške dobe Birka na otoku Björkö in Hovgården na sosednjem otoku Adelsö sta od leta 1993 na Unescovem seznamu svetovne dediščine, prav tako pa tudi palača Drottningholm na otoku Lovön. Gomila Björna Ironsidea je na otoku Munsö, znotraj jezera.

## Etimologija
Etimološki izvor imena Mälaren izhaja iz staronordijske besede mælir, ki se pojavlja v zgodovinskih zapisih v 1320-ih in pomeni 'gramoz'. Jezero je bilo prej znano kot Lǫgrinn, kar v staronordijski pomeni 'jezero'.

## Geologija
Do konca zadnje ledene dobe pred približno 11.000 leti je bil velik del severne Evrope in Severne Amerike prekrit z ledenimi ploščami, debelimi do 3 km. Ob koncu ledene dobe, ko so se ledeniki umaknili, je odstranitev teže z ugreznjenega območja povzročila postglacialni odboj. Sprva je bil odboj hiter, približno 7,5 cm na leto. Ta faza je trajala približno 2000 let in se je zgodila med razkladanjem ledu. Ko je bila ledeniška glacija končana, se je dvig upočasnil na približno 2,5 cm na leto in se nato eksponentno zmanjševal. Danes so tipične stopnje dvigovanja reda velikosti 1 cm na leto ali manj, študije pa kažejo, da se bo dvig nadaljeval še približno 10.000 let. Skupni dvig od konca ledeniške glacije lahko znaša do 400 m.
V vikinški dobi je bil Mälaren še vedno zaliv Baltskega morja, in morske ladje so lahko plule po njem daleč v notranjost Švedske. Birka je bila priročno blizu trgovskih poti skozi kanal Södertälje. Zaradi postglacialnega dviga sta kanal Södertälje in ustje zaliva Riddarfjärden do približno leta 1200 postala tako plitva, da so morale ladje raztovoriti svoj tovor blizu vhodov, zato je zaliv postopoma postal jezero. Propad Birke in poznejša ustanovitev Stockholma na ozki točki Riddarfjärdena sta bila deloma posledica postglacialnega odboja, ki je spremenil topografijo porečja Mälaren. Površina jezera je trenutno v povprečju 0,7 m nadmorske višine.

## Mitologija
Po nordijski mitologiji, kot jo najdemo v islandskem delu Prozna Edda iz 13. stoletja, je jezero ustvarila boginja Gefjon, ko je prevarala Gylfija, švedskega kralja Gylfaginninga. Gylfi je Gefjonu obljubila toliko zemlje, kolikor jo lahko štirje voli preorjejo v enem dnevu in noči, vendar je uporabila vole iz dežele velikanov, poleg tega pa je zemljo izruvala in jo odvlekla v morje, kjer je postala otok Zelandija. Snorra Edda pravi, da »zalivi v jezeru ustrezajo rtom na Zelandiji«; ker sodobni zemljevidi kažejo, da to bolj velja za jezero Vänern, se domneva, da je bil mit prvotno o Vänernu, ne o Mälarnu.

## Geografija
Izbor, po abecednem vrstnem redu:
| Glavni otoki | Glavni odseki od zahoda proti vzhodu | Večja mesta in občine, ki mejijo na jezero                                                                                 |
| --- | --- | --- |
| - Adelsö - Aspön - Björkö - Ekerön - Helgö - Kungsholmen (Stockholm) - Kurön - Lilla Essingen (Stockholm) - Lovön - Munsön - Ridön - Ridön - Selaön - Stora Essingen (Stockholm) - Svartsjölandet - Tosterön | - Galten - Blacken - Långtarmen - Freden - Västeråsfjärden - Granfjärden - Oknöfjärden - Gripsholmsfjärden - Prästfjärden - Björkfjärden - Ekoln - Gorran & Skarven - Östra Mälaren | - Bålsta - Köping - Kungsängen - Kungsör - Mariefred - Stockholm - Strängnäs - Södertälje - Torshälla - Uppsala - Västerås |

## Ekologija
Najpogostejše gnezditvene vrste na gričih Mälaren so tudi najpogostejše v Baltskem morju. Po raziskavi leta 2005 je bilo ugotovljeno, da je deset najpogostejših vrst navadna čigra, srebrni galeb, črnoglavi galeb, sivi galeb (Larus canus), mlakarica, čopasta črnica (Aythya fuligula), kanadska gos, zvonec, rjavi galeb (Larus fuscus) in mali martinec (Actitis hypoleucos). Belorepec, siva gos, belolična gos (Branta leucopsis), polarni slapnik, veliki žagar (Mergus serrator) in konopnica (Mareca strepera) so manj pogosti, nekateri od slednjih pa so na območju Mälarena ogroženi. Od leta 1994 tam gnezdi tudi podvrsta velikega kormorana Phalacrocorax carbo sinensis. Raziskava iz leta 2005 je naštela 23 gnezditvenih kolonij z 2178 gnezdi, od katerih je imela največja kolonija 235 gnezd. Večina strokovnjakov meni, da je populacija velikih kormoranov dosegla vrhunec in se bo ustalila na približno 2000 gnezdih.
Ena od značilnih vrst je ribji orel, ki je v jezeru Mälaren najmočneje prisoten. Ribji orel gnezdi v skoraj vseh zalivih jezera.
Školjka potujoča trikotničarka (Dreissena polymorpha) velja za invazivno vrsto in v jezeru Mälaren povzroča nekaj težav.
V jezeru živi 33 vrst naravno prisotnih rib, zaradi česar je to jezero z ribjo raznolikostjo najbolj raznoliko na Švedskem. V okolje so bile vnesene tudi druge vrste, vključno s krapom in šarenko. Zlasti šarenka je znana po tem, da konkurira avtohtonim ribam za habitat in hrano, saj hitreje raste in pleni lokalne vrste. Vendar pa se ne šteje, da je imela pomemben vpliv.

## Raki
Raki imajo na Švedskem velik kulturni in gospodarski pomen, zabave z raki pa so za mnoge Švede dolgoletna letna tradicija.
Jezero Mälaren je bilo prvo jezero na Švedskem, ki ga je prizadela kuga rakov (A. astaci Schicora), ko so bili v jezero vneseni okuženi raki, uvoženi iz Finske, z namenom, da bi jih ljudje uživali. Kuga se je hitro razširila po jezeru, kar je še poslabšal promet s čolni, ki je zdesetkal avtohtono populacijo plemenitih rakov (A. astacus) in povzročil veliko gospodarsko škodo lokalni ribiški industriji. Iz Mälarena se je kuga hitro razširila na vsa sladkovodna telesa na Švedskem.
Po večkratnih ponavljajočih se izbruhih in neuspešnih poskusih obnovitve populacij plemenitih rakov so švedske oblasti v jezero Mälaren vnesle severnoameriškega signalnega raka (P. leniusculus), vrsto, ki je odporna na kugo. Od leta 1969 je Mälaren nenehno naseljen s signalnimi raki. Vendar pa je bilo kasneje odkrito, da so signalni raki pogosto prenašalci rakove kuge. Poleg tega, čeprav so populacije žlahtnih rakov in signalnih rakov znane sočasno, jim njihova večja velikost, hitrejša rast in agresivnost pogosto omogočajo, da prevladujejo nad populacijami žlahtnih rakov. To je poleg degradacije habitata privedlo do znatnega zmanjšanja populacij žlahtnih rakov.
Signalni raki so bili na Švedskem zelo uspešni in so se hitro razširili kot nadomestna populacija za žlahtne rake. Naselitev te vrste je zdaj prepovedana v več jezerih na Švedskem, da bi zaščitili populacijo žlahtnih rakov. V občini Stockholm, ki vključuje jezero Mälaren, je uvoz, premeščanje ali gojenje signalnih rakov zdaj nezakonito. Namesto tega so se vlagali prizadevanja za spodbujanje gojenja populacij žlahtnih rakov. Vendar pa nezakonito gojenje signalnih rakov ostaja problem zaradi večjega javnega povpraševanja po večjih signalnih rakih.

## Kartiranje
Od sredine 17. stoletja naprej je bilo izvedenih več odprav za merjenje in kartiranje jezera Mälaren. Jezero je bilo strateško in gospodarsko pomembno, zato ni bilo zanesljivega zemljevida za navigacijo po njem. Vendar pa je zaradi številnih otokov in zalivov jezera Mälaren merjenje predstavljalo obsežno in naporno nalogo.
Leta 1687 je švedski kralj Karel XI. naročil kartografu Carlu Gripenhielmu, naj kartira jezero Mälaren in okoliške province. Od 2. avgusta 1688 do 17. septembra 1688 je Gripenhielm opravil večino svoje odprave in leta 1689 dokončal zemljevid, ki je v švedščini znan kot Gripenhielmova Mälarkarta. Mälarkarta je edinstvena po tem, da jo obdaja okvir 96 majhnih, realističnih slik mest, gradov, dvorcev in igrišč okoli jezera Mälaren v tehniki gvaš. Zemljevid je ročno narisan na kraljevskem papirju in meri 3,46 m × 2,14 m. V Švedski nacionalni knjižnici ga hranijo od leta 1884. Zaradi večje velikosti je bil sprva obešen v veliki razstavni sobi, leta 1931 pa so ga premaknili na bolj osamljeno steno v hodniku do oddelka za zemljevide. Zaradi zahtevnih tehnik ohranjanja so ilustracije nekoliko pokvarjene. Od leta 1961 zemljevid visi na območju, do katerega javnost nima dostopa.
Gripenheimova Mälarkarta je veljala do leta 1739, ko je takratni geodet in kartograf Jacob Nordencreutz dokončal nov, natančnejši zemljevid jezera Mälarena.

## Zanimivost
Mälardrottningen (Kraljica jezera Mälar) je poetično ime za Stockholm, dobro znano v švedski literaturi.
V jezeru je Utter Inn, podvodni hotel, ki ga je zasnoval umetnik Mikael Genberg.
Območje okoli jezera je gostilo kolesarske prireditve na poletnih olimpijskih igrah leta 1912.